# Стадион „Рамон Санчез Писхуан”
Стадион „Рамон Санчез Писхуан” (шп. Estadio Ramón Sánchez-Pizjuán) фудбалски је стадион у Севиљи, Шпанија. На овом стадиону као домаћин игра ФК Севиља. Био је домаћин финала Купа европских шампиона 1986. између ФК Стеауа Букурешт и ФК Барселоне, као и полуфинала светског првенства 1982. између Француске и Немачке. Стадион има 45,500 места и саграђен је 1957. Заменио је Стадион Нервион. Надимак стадиона је "La Bombonera" (као и надимак стадиона Бока Јуниорс) или "La Bombonera de Nervión" зато што је смештен у градској четврти Нервион.

## Занимљивости
Наиме, фудбалска репрезентација Шпаније никада није изгубила меч када је играла на овом стадиону. У европским такмичењима, на овом стадиону ФК Севиља је изгубила само један меч, и то против АЗ Алкмара у УЕФА купу у сезони 2006/07.

## Галерија
- Навијачи Севиље, северна трибина стадиона
- Улазна капија
- Поглед ка источној трибини
- Сликано са јужне трибине